# Audiere

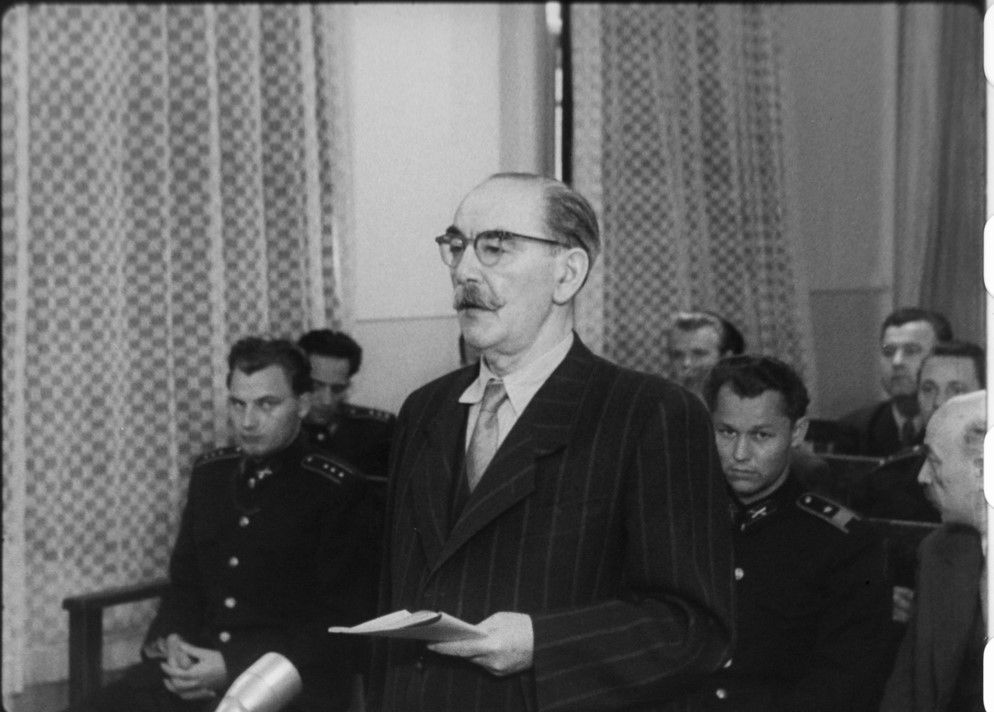
Dictatorul Ungariei comuniste, Imre Nagy, în timpul procesului său (poza este luată după finalizarea audierii și după declararea pedepsei cu moartea, în timpul ultimelor sale cuvinte).

În drept, audierea este o etapă a examinării unei cauze (fie ea civilă, penală, sau de alte tipuri), ce constă în ascultarea de către judecător (și, în sistemele juridice care îl au, juriu) a părților și a argumentelor lor. Este parte a unui proces ce poate avea loc fie în cadrul unei instanțe, fie în fața oricărei alte agenție guvernamentală împuternicită cu capacitatea de a judeca.